# Sbarramento di Sares
Lo sbarramento di Sares (in lingua tedesca Sperre Saalen) è uno degli sbarramenti del XV settore di copertura Pusteria, che si erge poco dopo l'incrocio stradale tra la Val Pusteria e la Val Badia, nelle vicinanze del paese di San Lorenzo di Sebato non così distante da Brunico in Alto Adige. Questo sbarramento è uno dei diversi sbarramenti che vanno a comporre il Vallo alpino in Alto Adige.

## Storia
Lo sbarramento di Sares è raggiungibile percorrendo la strada statale 242 della val Badia che conduce alle inizialmente alle località di Mantana (Montal) e Sares (Saalen). All'inizio del 1939 vi fu nuovo studio da parte del comando armato di Bolzano per la difesa della val Pusteria e quindi si ipotizzava la costruzione di uno sbarramento arretrato in val Badia, ovvero presso la stretta di Sares. L'idea iniziale era di affidare a questo sbarramento la funzione di arresto assieme a quella di sbocco controffensivo. Nonostante i lavori di costruzione fossero già in corso d'opera alla fine del 1939, nel 1940 arrivò una nuova direttiva. Venne elaborata un'estensione presso le ali e in profondità dello sbarramento; insomma in totale la costruzione di 17 opere suddivise in 5 gruppi e 2 ricoveri posti in caverna per i soldati in caso di un controattacco.
Per la difesa passiva anticarro era prevista la costruzione di due fossati anticarro: un primo a Sares, tra l'opera 1 e l'opera 2 mentre il secondo era previsto tra Moncucco e Onies nella zona di Mantana. Oltre a questi due fossati, erano previsti sbarramenti sulle strade mediante l'utilizzo di spezzoni di rotaie e l'interruzione del ponte sul rio Gadera.
Ad ottobre del 1942 erano previste 19 opere di cui:
- 4 in calcestruzzo ultimate ma non allestite (opere 2, 3, 4 e 11);[1]
- 9 rimasero incompiute o furono iniziati i primari lavori;
- 6 rimasero di fatto solo sulla carta;
- i due fossati anticarro.

Erano previste a difesa dello sbarramento anche due opere predisposte per ospitare armi per l'artiglieria:
- opera 7, dotata di una batteria da 75/27 in casamatta in calcestruzzo a protezione della area compresa tra Sares e Birch, con un presidio di 3 ufficiali e 52 soldati;[2]
- opera 8, dotata di una sezione da 2 pezzi da 75/27 posti in casamatta a protezione dell'area circostante la zona di Mantana, con un presidio di 3 ufficiali e 55 soldati; questa era l'opera a comando dell'intero sbarramento, ma rimase solamente al livello di scavo.

Poche opere difensive tra quelle ultimate furono reimpiegate dopo la riattivazione in ambito NATO, e tra queste l'opera 4 che era dotata di due postazioni difensive dove erano posti due mortai da 81 mm.

## Tabella delle opere dello sbarramento
|          | Tipo          | Fuc. MTR | MTR | Cannoni A.C. | Cannoni 75/27 | Mortai | Osserv. | Note                |
| -------- | ------------- | -------- | --- | ------------ | ------------- | ------ | ------- | ------------------- |
| Opera 1  | Media RCC/CLS | 1        | 4   | -            | -             | -      | 1       | -                   |
| Opera 2  | Grande CLS    | 1        | 4   | 1            | -             | -      | -       | -                   |
| Opera 3  | Media CLS     | 1        | 3   | 1            | -             | -      | -       | -                   |
| Opera 4  | Media CLS     | -        | 4   | -            | -             | 2      | -       | Capo gruppo         |
| Opera 5  | Media CLS     | -        | 3   | -            | -             | -      | -       | -                   |
| Opera 6  | Media CLS     | 1        | 3   | 1            | -             | 2      | -       | Capo gruppo         |
| Opera 7  | Grande CAV    | -        | 1   | -            | 4             | -      | -       | Proiettore          |
| Opera 8  | Grande CAV    | -        | 2   | -            | 2             | 2      | 1/c     | Comando sbarramento |
| Opera 9  | Media CLS     | -        | 2   | 2            | -             | 2      | -       | -                   |
| Opera 10 | Grande CAV    | -        | 5   | -            | -             | -      | -       | -                   |
| Opera 11 | Grande CLS    | -        | 6   | -            | -             | -      | -       | -                   |
| Opera 12 | Media RCC/CLS | -        | 3   | 1            | -             | -      | -       | Capo gruppo         |
| Opera 13 | Grande CLS    | -        | 6   | 2            | -             | -      | 1/t     | -                   |
| Opera 14 | Grande CAV    | -        | 5   | -            | -             | -      | -       | -                   |
| Opera 15 | Ricovero CAV  | -        | -   | -            | -             | -      | -       | -                   |
| Opera 16 | Media CAV     | -        | 3   | -            | -             | -      | -       | Capo gruppo         |
| Opera 17 | Ricovero CAV  | -        | -   | -            | -             | -      | -       | -                   |
| Opera 18 | Media RCC/CLS | -        | 3   | -            | -             | 2      | -       | Capo gruppo         |
| Opera 19 | Media RCC/CLS | 1        | 2   | -            | -             | 2      | -       | -                   |
| Totale   | 19            | 5        | 59  | 8            | 6             | 10     | 2       | -                   |